# Samuel P. Benson
Samuel Page Benson, född 28 november 1804 i Winthrop i Massachusetts (i nuvarande Maine), död 12 augusti 1876 i Yarmouth i Maine, var en amerikansk politiker (Whigpartiet). Han var ledamot av USA:s representanthus 1853–1857.
Benson utexaminerades 1825 från Bowdoin College, studerade juridik och inledde 1828 sin karriär som advokat i Kennebec County i Maine som sedan 1820 var en egen delstat. Han var senare verksam inom järnvägsbranschen och anställdes som sekreterare av Androscoggin and Kennebec Railroad. År 1853 efterträdde han Isaac Reed som kongressledamot och efterträddes 1857 av Freeman H. Morse.
Benson avled 1876 och gravsattes på Maple Cemetery i Winthrop i Maine.